# Ізраїль на Дитячому пісенному конкурсі Євробачення
Ізраїль на Дитячому пісенному конкурсі Євробачення брав участь тричі: у 2012, 2016 та 2018 роках. Першими представниками країни на конкурсі стали Kids.il з піснею «Let the Music Win» (Нехай музика переможе), що отримали 68 балів та посіли 8 місце на Дитячому Євробаченні 2012 року. Після останньої участі у конкурсі у 2018 році, коли Ізраїль переміг на Дорослому Євробаченні та нові правила дозволили участь більш ніж 18 країнам на Дитячому Євробаченні, країна не поверталася до участі.

## Учасники
Умовні позначення
     Переможець
     Друге місце
     Третє місце
     Четверте місце
     П'яте місце
     Останнє місце
| Рік                               | Місце проведення | Учасник    | Пісня                                       | Місце | Бали |
| --------------------------------- | ---------------- | ---------- | ------------------------------------------- | ----- | ---- |
| 2012                              | Амстердам        | Kids.il    | «Let the Music Win» (Нехай музика переможе) | 8     | 68   |
| Не брала участь в 2013-2015 роках |                  |            |                                             |       |      |
| 2016                              | Валетта          | Шир & Тім  | «Follow My Heart» (Іди за моїм серцем)      | 15    | 27   |
| Не брала участь в 2017 році       |                  |            |                                             |       |      |
| 2018                              | Мінськ           | Ноам Дадон | «Children Like These» (Діти як ці)          | 14    | 81   |

## Історія голосування (2012-2018)
| №  | Дано               | Дано | Отримано           | Отримано |
| №  | Країна             | Очок | Країна             | Очок     |
| -- | ------------------ | ---- | ------------------ | -------- |
| 1  | Грузія             | 30   | Росія              | 13       |
| 2  | Вірменія           | 24   | Україна            | 13       |
| 3  | Нідерланди         | 23   | Вірменія           | 9        |
| 4  | Україна            | 23   | Нідерланди         | 8        |
| 5  | Італія             | 21   | Казахстан          | 7        |
| 6  | Польща             | 20   | Італія             | 6        |
| 7  | Росія              | 20   | Азербайджан        | 5        |
| 8  | Білорусь           | 18   | Албанія            | 5        |
| 9  | Мальта             | 11   | Білорусь           | 5        |
| 10 | Болгарія           | 8    | Північна Македонія | 5        |
| 11 | Швеція             | 7    | Бельгія            | 4        |
| 12 | Австралія          | 6    | Польща             | 4        |
| 13 | Бельгія            | 6    | Швеція             | 4        |
| 14 | Молдова            | 5    | Грузія             | 3        |
| 15 | Північна Македонія | 5    | Мальта             | 3        |
| 16 | Албанія            | 3    | Кіпр               | 2        |
| 17 | Португалія         | 3    | Франція            | 2        |
| 18 | Ірландія           | 1    | Молдова            | 1        |
| 19 | Франція            | 1    | Австралія          | ―        |
| 20 | Болгарія           | ―    | Болгарія           | ―        |
| 21 | Казахстан          | ―    | Ірландія           | ―        |
| 22 | Кіпр               | ―    | Португалія         | ―        |